# Deep Space Homer
"Deep Space Homer" är det 15:e avsnittet av femte säsongen av Simpsons och sändes 24 februari 1994.  Avsnittet regisserades av Carlos Baeza och är det enda avsnittet som är skrivit av David Mirkin som också var showrunner under den perioden. I avsnittet blir Homer astronaut och förstör navigationssystemet på rymdfärjan.  I avsnittet gästskådespelar Buzz Aldrin och James Taylor som sig själva. Avsnittet innehåller flera hänvisningar till rymdfilmer som Rätta virket, Apornas planet och 2001 – Ett rymdäventyr. En kopia avsnittet finns på den internationella rymdstationen.

## Handling
På Springfields kärnkraftverk utser man veckans medarbetare och Homer är den enda anställda som inte fått priset och är övertygad om att vinna priset, men då Mr. Burns bestämmer sig för ge priset till en livlös kolstav så blir Homer ursinnig.
När Homer kommer hem sätter han på TV:n, där han zappar mellan kanalerna och fastnar framför en uppskjutning av en rymdfärja, men stänger snabbt av det. På NASA är man orolig över tittarsiffrorna på NASA TV och bestämmer sig för att skicka iväg en vanlig amerikan upp i rymden. Under tiden de beslutar detta ringer telefonen i styrelserummet med Homer i andra ändan, där han berusad försöker berätta att de bara har tråkiga rymdfärder idag. Cheferna på NASA bestämmer sig för att söka upp honom, men när de besöker Moe's Tavern säger Homer att Barney är han. Men då han förstår vad som är på gång erkänner han att han är Homer, och cheferna tar med de båda till Cape Canaveral.
På Cape Canaveral ska Homer och Barney genomföra hård träning, och eftersom de råder alkoholförbud blir Barney en utmärkt astronaut under träningen, och utses till att åka upp i rymden med Buzz Aldrin och Race Banyon. När de skålar till Barneys seger med alkoholfri champange blir Barney berusad och flyger iväg med ett jetpack ur anläggningen, så de får ta Homer istället. När Homer tillsammans med Buzz och Race åker upp i rymden är de på NASA överlyckliga över att tittarsiffrorna ökar. Ombord på skeppet erkänner Homer att han tagit med sig chips, men då han öppnar paket blir det kaos i skeppet.  Homer börjar äta chipsen som svävar i tyngdlöshet och förstör rymdfärjans myrfarm. Strax därpå får de ett samtal med James Taylor som sjunger för dem i färjan, där myrorna förstör skeppets navigationssystem. Då James Taylor förstått vad som hänt på skeppet uppmanar han dem att göra ett baksug, och de bestämmer sig för att öppna ingången för att få all lösa föremål ut i tomma intet. Homer är den enda som inte är fastspänd och i sista stund räddas han från att sväva fritt utanför skeppet, men handtaget som håller dörren på plats är förstört. De använder då en kolstav så att landningen till jorden kan genomföras. Rymdfärjan kraschar på en mässa för pressen där kolstaven blir hyllad som hjälte.
Pressen hyllar kolstaven och Homer blir så irriterad på den, men familjen ger honom hopp då han gjort något som inte många andra gjort. Innan sluttexten visas en hänvisning till 2001, där en baby Homer är i rymden och få en FOX-satellit i huvudet.

## Produktion
"Deep Space Homer" är det enda avsnittet som David Mirkin skrivit. Planerna till avsnittet fanns under en lång period och baserars på NASA:s Teacher in Space Project. Manuset mötte motstånd bland de andra författarna.
Matt Groening bestämde att flera skämt skulle strykas, så att den skulle bli mera realistiskt. Från början var alla som jobbade på NASA nästan lika dumma som Homer. Författarna bestämde sig för att fokusera mer på relationen mellan Homer och hans familj och Homers försök att vara en hjälte. Buzz Aldrin och James Taylor gästskådespelar som sig själva. Författarna var oroliga att Aldrin skulle vilja säga "second comes right after first (andra kommer strax efter första)", så de hade en alternativ replik "first to take a soil sample (först att ta ett markprov)". En version av låten "Fire and Rain" spelades in speciellt för avsnittet och innehåller några ändrade texter. Taylors ursprungliga inspelning finns med på DVD:n. Avsnittet regisserades av Carlos Baeza, förutom delen med de flygande chipsen som gjordes av David Silverman. Man gjorde också några datoranimationer med en Amiga i sekvensen, för att göra rotationen med chipsen så enkel som möjligt.

## Kulturella referenser
I avsnittet har man även gjort sekvenser från två andra TV-program, Home Improvement och Våra värsta år. I scenen där familjen anländer på Cape Canaveral så är bilen en parodi på The Beverly Hillbillies. Homer och Barneys duell är en referens till det klassiska Star Trek- avsnittet "The Gamesters of Triskelion", med en låt från avsnittet "Amok Time". Episoden när Homer springer liggande på golvet och försöker läsa på baksidan av huvudet, är en hyllning till Three Stooges, främst till Curly Howard. TV-ankaret är en parodi på Tom Brokaw. En hel del ord som innehåller bokstaven L har avsiktligt skrivits in i dialogen, eftersom författarna gillar hans uttal. Musiken i början av avsnittet av The Itchy & Scratchy Show-avsnittet är det samma som i TV-serien Star Trek. 
Med scenen när Itchy tar ut Scratchys mage är det på samma sätt som Xenomorph gjorde i  Alien filmerna. När Homer hoppas att hans besättning inte kommer att skickas till "den hemska Apornas planet" inser han var det utspelar sig och utför Charlton Hestons sista scen i filmen. En stor del av avsnittet är en parodi från Rätta virket, som sekvenser som Barney och Homers utbildning, Homers promenad till skytteln och rymdfärjans återresa. Avsnittet innehåller också många hänvisningar till Stanley Kubricks 2001 – Ett rymdäventyr bland annat används musiken An der schönen blauen Donau.

## Mottagande
NASA gillar avsnittet och Edward Lu bad om en kopia av avsnittet till internationella rymdstationen. "Deep Space Homer" är Patrick Enwright påMSNBC's fjärde bästa avsnitt. Empire kallar avsnittet för det bästa någonsin. Både Buzz Aldrin och James Taylor gästskådespelare som sig själv och IGN har rankat James Taylor som 21:a bästa gästframträdande i serien. På Phoenix.com kom han på plats 18.
Skaparen Matt Groening tycker sämst om delen när rymdfärjan är på väg till jorden och Homers ansikte ändras till Popeye och Richard Nixon, vilket är en hänvisning till Airplane II: The Sequel. "Deep Space Homer" är ett av de första avsnitten där "Kent Brockman" börjar överdriva nyheter, som när han trodde att myror tagit över skeppet och hälsar dem välkomna som jordens nya härskare.